# Topolino il mago
Topolino il mago (Magician Mickey) è un film del 1937 diretto da David Hand. È un cortometraggio d'animazione della serie Mickey Mouse, distribuito negli Stati Uniti dalla United Artists il 6 febbraio 1937. A partire dagli anni novanta è più noto col titolo Topolino prestigiatore.

## Trama
Topolino è un mago che si esibisce in un teatro, mentre Pippo si occupa di sipario e luci del palcoscenico. Topolino inizia lo spettacolo facendo apparire un tavolino e trasformando il proprio mantello in un corvo, ma viene deriso da Paperino che sta seguendo lo show da un posto d'onore sulla sinistra del palco. Il papero cerca poi di sabotare tutti i trucchi in cui si esibisce Topolino, ma ogni suo tentativo gli si ritorce contro (tra le altre cose, subisce un incantesimo che gli fa sputare carte da gioco). Alla fine Paperino si impossessa della pistola lanciarazzi di Topolino e gli spara, facendo crollare il soppalco su cui lavora Pippo.

## Distribuzione

### Edizione italiana
Il corto fu distribuito in Italia nel 1940 in lingua originale. L'unico doppiaggio italiano conosciuto è quello realizzato dalla Royfilm per la VHS Sono io... Topolino uscita nel marzo 1990, poi utilizzato in tutte le successive occasioni. Non essendo stata registrata una colonna internazionale, la musica presente durante i dialoghi è alterata.

### Edizioni home video

#### VHS
America del Nord
- Mickey's Crazy Careers (1984)

Italia
- Cartoons Disney 4 (ottobre 1985)[3]
- Come divertirsi con Paperino & C. (febbraio 1986)
- Sono io... Topolino (marzo 1990)
- VideoParade n. 19 (luglio 1994)[4]
- Paperino & C. - Professione buonumore (24 aprile 2001)[5]

#### DVD
Una volta restaurato, il cortometraggio fu distribuito in DVD nel secondo disco della raccolta Topolino star a colori, facente parte della collana Walt Disney Treasures e uscita in America del Nord il 4 dicembre 2001 e in Italia il 21 aprile 2004. Fu poi incluso come extra nell'edizione DVD italiana di Pomi d'ottone e manici di scopa (uscita il 22 settembre 2004) e nel DVD nordamericano Funny Factory with Mickey (uscito il 17 gennaio 2006).